# Happy? (песня Mudvayne)
«Happy?» (с англ. — «Счастлив?») — сингл американской ню-метал группы Mudvayne, с их третьего альбома Lost and Found. Песня была на первом месте одну неделю в чарте Billboard Hot Mainstream Rock Tracks.

## Клип
В клипе группа находится на поле с желтыми цветками и на улице ясная погода, где исполняет песню. После первого припева, начинают сгущаться тучи. В начале второго припева неожиданно появляется торнадо прямо в группе. Торнадо вот-вот унесет группу, но после конца песни торнадо также неожиданно исчезает, как и появилось.

## Чарты
| Чарты (2005)                              | Позиция |
| ----------------------------------------- | ------- |
| U.S. Billboard Hot 100                    | 89      |
| U.S. Billboard Hot Mainstream Rock Tracks | 1       |
| U.S. Billboard Hot Modern Rock Tracks     | 8       |
| U.S. Billboard Pop 100                    | 91      |